# Liste der Monuments historiques in Treignat
Die Liste der Monuments historiques in Treignat führt die Monuments historiques in der französischen Gemeinde Treignat auf.

## Liste der Objekte
| Bezeichnung                                               | Beschreibung                                                              | Standort                        | Kennzeichnung | Schutzstatus | Datum | Bild |
| --------------------------------------------------------- | ------------------------------------------------------------------------- | ------------------------------- | ------------- | ------------ | ----- | ---- |
| Grabmal (Fotos in der Base Palissy)                       | Liegefigur eines Angehörigen der Familie Legroing, Stein, 16. Jahrhundert | in der Kirche St-Gervais (Lage) | PM03000537    | Classé       | 1906  |      |
| Skulptur eines kauernden Löwen (Foto in der Base Palissy) | Stein, 12. Jahrhundert                                                    | an der Kirche St-Gervais (Lage) | PM03000538    | Classé       | 1918  |      |